# John Samuel Pughe

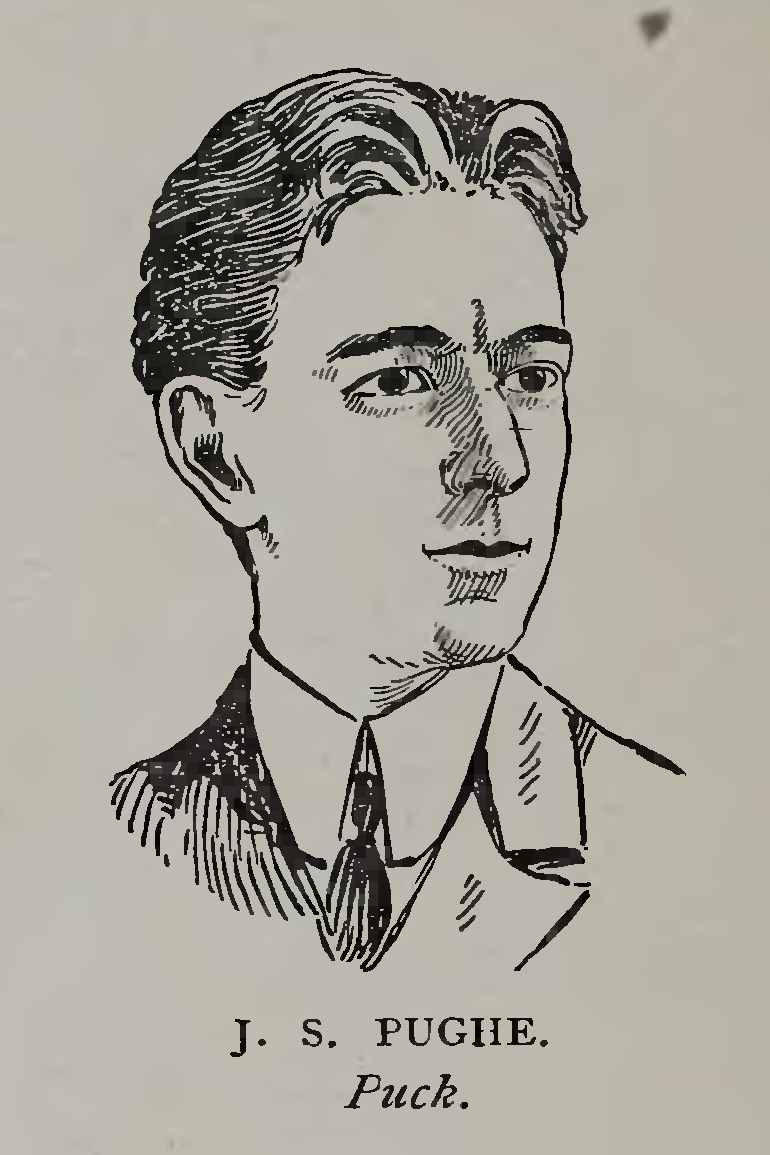
Porträt von John Samuel Pughe (Grant Wright, 1904).

John Samuel Pughe (* 3. Juni 1870 in Dolgellau, Merionethshire; † 19. April 1909 in Lakehurst, New Jersey) war ein US-amerikanischer Karikaturist. Bekanntheit erlangte er durch seine anthropomorphisierten Chromolithografien bei der US-amerikanischen Satirezeitschrift Puck, für die er von 1894 bis zu seinem Tod tätig war.

## Leben und Werk

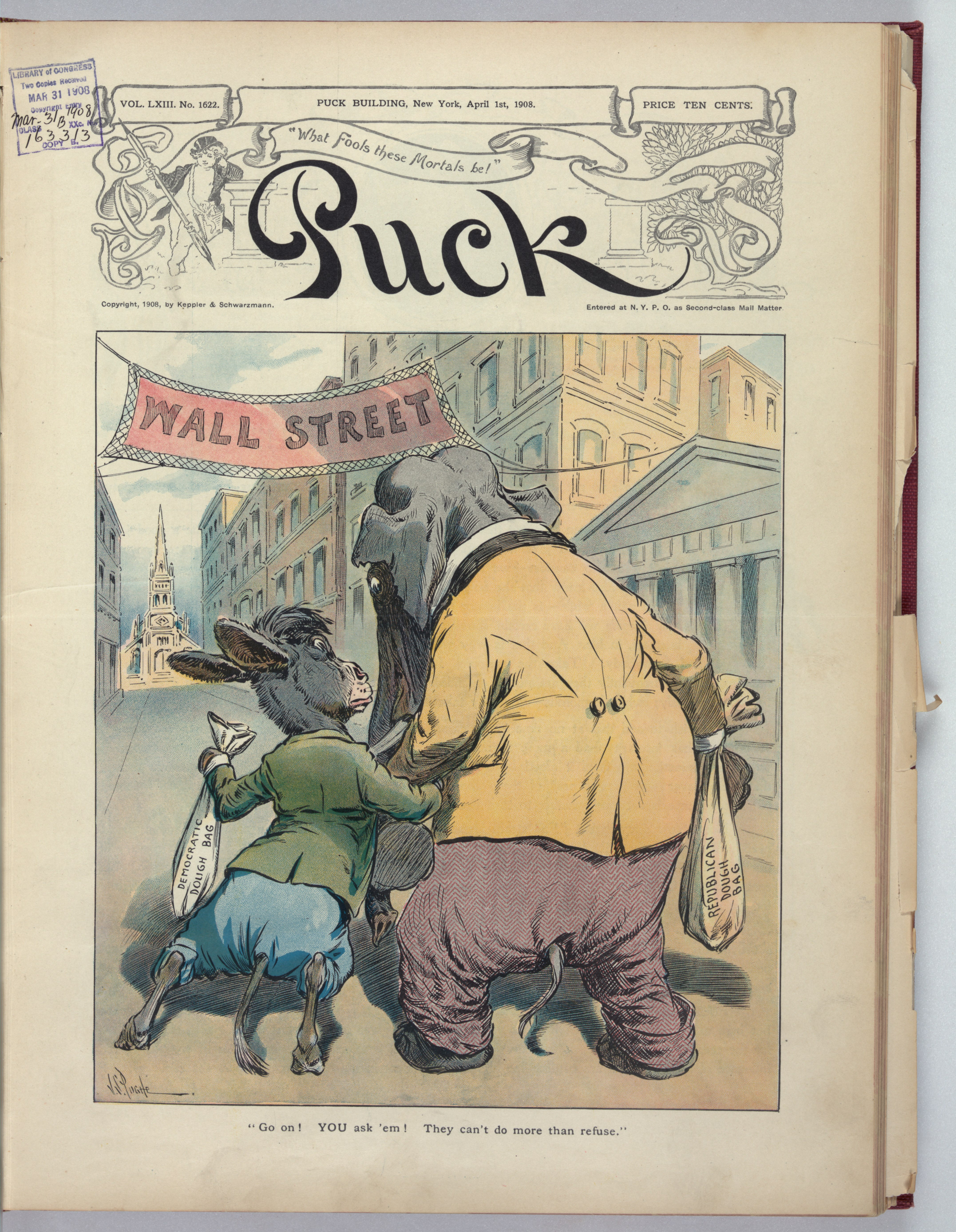
Die Karikatur Go on! You ask 'em! They can't do more than refuse. auf der Titelseite von Puck, die die Parteienfinanzierung durch Wall-Street-Firmen anprangert (1908).

Pughe war walisischer Abstammung, seine Eltern emigrierten 1892 in die USA. Er besuchte zunächst eine öffentliche Schule in New York und studierte bis 1891 Kunst an der School of Arts der Cooper Union. Danach arbeitete Pughe kurze Zeit als Kontorist, bevor er als Karikaturist bei den Zeitschriften New York Recorder, Brooklyn Life und schließlich bei der New York World angestellt wurde. Nachdem seine Werke dort einige Aufmerksamkeit erregt hatten, wurde er im Jahr 1894 bei dem damals äußerst polulären Satiremagazin Puck, das ebenfalls seinen Sitz in New York hatte, als Cartoonist eingestellt. Seine letzten Karikaturen veröffentlichte Pughe im Dezember 1908, bevor er sich von seinem Wohnort in Waterville nach Lakehurst zurückzog, wo er im April 1909 verstarb.
In seinen Werken beschäftigte sich Pughe mit verschiedenen Themen der aktuellen Politik und prangerte dort insbesondere die Korruption an. Wie die anderen Illustratoren von Puck fertigte auch er Chromolithografien an. Seine Werke fanden auch nach seinem Tod einige Beachtung und wurden vielfach weiterverwendet und analysiert. Hervorgehoben wurde insbesondere sein Umgang mit ethnischen Stereotypen und seine Verwendung von anthromorphorisierten Tieren.